# 1948年ロンドンオリンピックのブラジル選手団
1948年ロンドンオリンピックのブラジル選手団（1948ねんロンドンオリンピックのブラジルせんしゅだん）は、1948年7月29日から8月14日にかけてイギリスの首都ロンドンで開催された1948年ロンドンオリンピックのブラジル選手団、およびその競技結果。

## 概要
今大会は銅メダル1個を獲得した。

## メダル
| メダル | 選手名 | 競技             | 種目 |
| ------ | ------ | ---------------- | ---- |
| 銅     | [[]]   | バスケットボール | 男子 |